# GBU-39 Small Diameter Bomb
GBU-39 Small Diameter Bomb (SDB) är en precisionsstyrd glidbomb på 110 kg. Den avfyras från luften mot markmål och har tre olika sökarlägen, radar, IR eller laserstyrning. Den är tillverkad av vapenkoncernen MBDA.

## Galleri

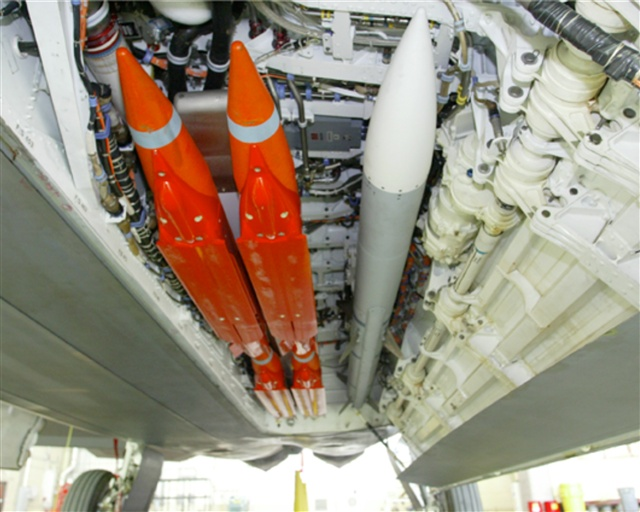
Fyra stycken GBU-39 tillsammans med en AIM-120 i vapenutrymmet på en F-22 Raptor.
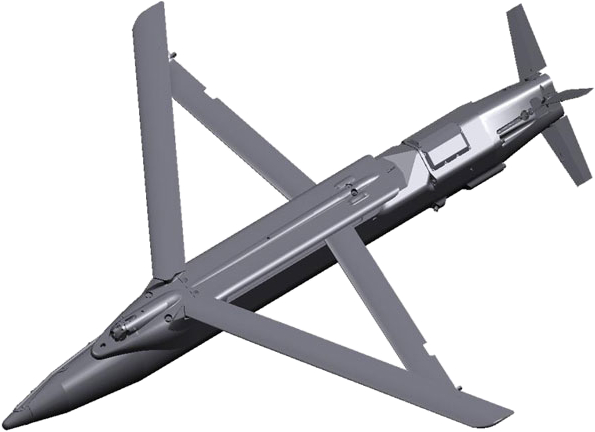
En GBU-39 med utfällda vingar.